# لاري ماغيري
لاري ماغيري هو سياسي كندي، ولد في 1 يونيو 1949 في كندا. حزبياً، نشط في Progressive Conservative Party of Manitoba ‏. وقد انتخب عضو مجلس العموم الكندي عن دائرة Brandon—Souris ‏ وقد انضم خلال فترته النيابية ‏ للكتلة البرلمانية حزب المحافظين الكندي.